# Hans Willenpart
Hans Willenpart (Scheibbs, Baixa Àustria, 1927 – 1979) va ser un alpinista austríac. És conegut per haver participat en la primera ascensió al Gasherbrum II (8.034 m), cosa que li valgué per ser reconegut com a fill predilecte de la seva ciutat nadiua.
El 7 de juliol de 1956, juntament amb Josef Larch i Fritz Moravec, va ascendir el Gasherbrum II, en el que era la primera ascensió d'aquest vuit mil.